# Поиск (модуль МКС)
«Поиск» (ранее МИМ-2, до этого СО-2, индекс: 240ГК, заводской № 1) — модуль российского сегмента Международной космической станции. Старт ракеты-носителя «Союз-У» с грузовым кораблём-модулем «Прогресс М-МИМ2» состоялся 10 ноября 2009 года в 17 часов 22 минуты московского времени с космодрома «Байконур» 12 ноября 2009 года в 18:41 мск модуль «Поиск» был пристыкован к зенитному стыковочному узлу модуля «Звезда».
Имя «Поиск» модуль получил 21 октября 2009 года.

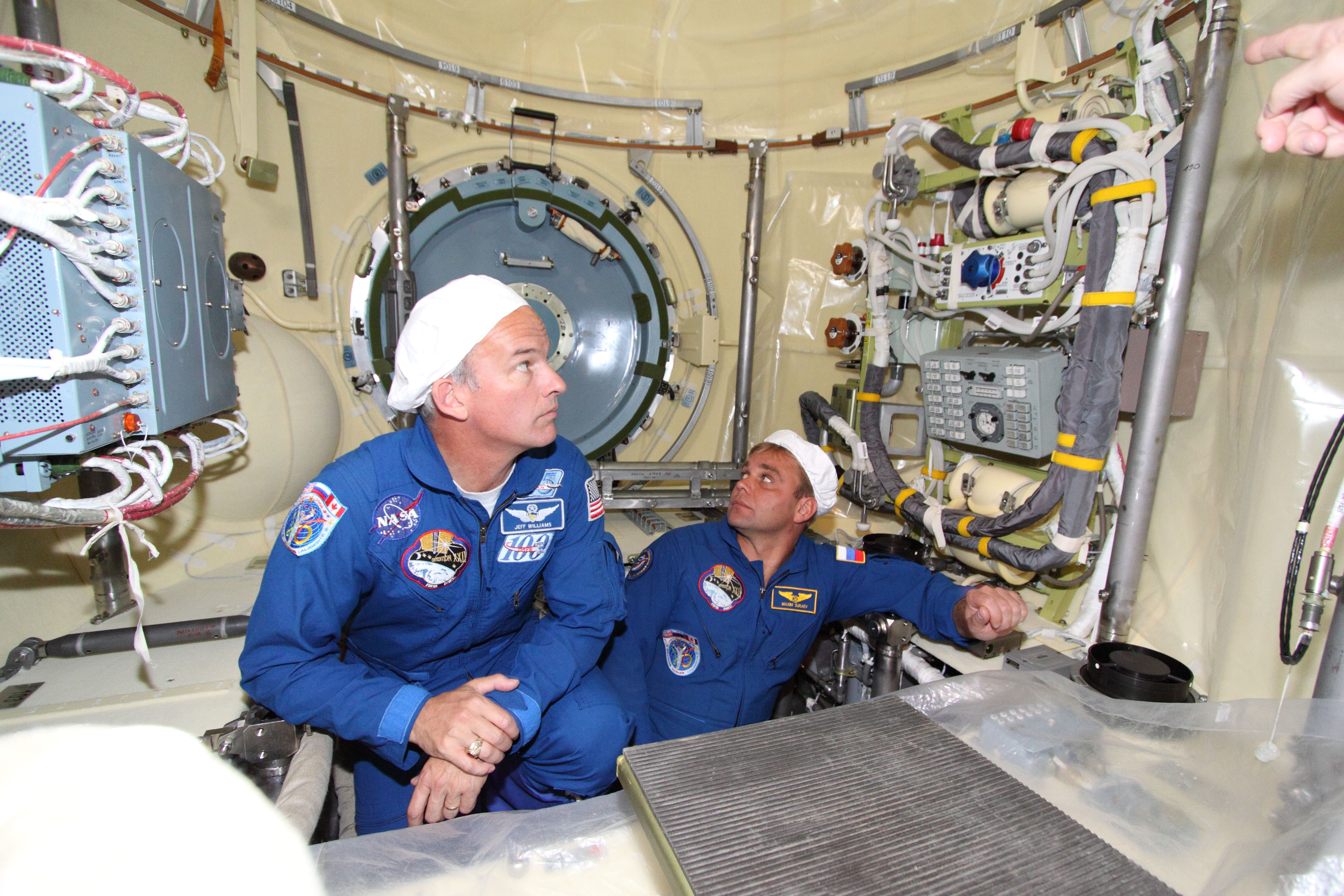
Джеффри Уильямс и Максим Сураев знакомятся с устройством МИМ-2

## Целевое использование
«Поиск» — многофункциональный модуль, с его помощью к МКС стыкуются российские «Союзы» и «Прогрессы», причем МИМ-2 поддерживает стыковку как в ручном, так и в автоматическом режиме. Частично новый модуль берёт на себя функции используемого в настоящее время российского сервисного модуля «Звезда».
Также «Поиск» служит шлюзом, через который космонавты выходят в открытый космос для проведения работ на внешней стороне станции. Внутри «Поиска» в распоряжении обитателей МКС три кубометра пространства для размещения грузов и научного оборудования общим весом до 870 килограммов.
Стыковка модуля «Поиск» производилась только средствами российского сегмента МКС, от первоначальной идеи воспользоваться манипулятором «Канадарм2» пришлось отказаться из-за того, что Роскосмос и НАСА не смогли решить финансовые вопросы его использования. Так как зенитный стыковочный агрегат служебного модуля «Звезда» изначально не был оборудован антеннами системы «Курс», было решено установить необходимое для стыковки оборудование силами российских космонавтов во время выходов в открытый космос. Участники экспедиции МКС-20 совершили для этого два выхода в открытый космос в июне 2009 года.
По словам российских экспертов, приём кораблей «Союз ТМА» на порт «Поиска» позволит обеспечить постоянное нахождение кораблей «Прогресс» на модуле «Пирс» и, соответственно, более эффективное управление ориентацией МКС по каналу крена с использованием двигательных установок кораблей «Прогресс» до прихода модуля «Наука».
16 февраля 2012 года в 18:31 (по московскому времени) космонавты Олег Кононенко и Антон Шкаплеров, в ходе ВКД, перенесли 15-метровую грузовую стрелу ГСтМ-1 со стыковочного отсека «Пирса» и установили её на малом исследовательском модуле «Поиск», освобождая «Пирс» от полезного оборудования, чтобы далее заменить «Пирс» на многофункциональный лабораторный модуль «Наука». Вся внекорабельная деятельность заняла 6 часов 15 минут.

## Параметры
«Поиск» создан с максимальным использованием задела по стыковочному отсеку СО-1 «Пирс» и корабля-модуля «Прогресс М-СО1». Функциональность модуля была расширена для проведения научных исследований.
Основные технические характеристики:
| Параметр                                                | Значение |
| ------------------------------------------------------- | -------- |
| Длина корпуса (по плоскостям стыковочных агрегатов), мм | 4 049    |
| Внутренний объём (по газу), м³                          | 12,5     |
| Максимальный диаметр корпуса, мм                        | 2 550    |
| Количество люков для выходов в открытый космос          | 2        |
| Диаметр выходных люков, мм                              | 1000     |